# L'ultima danza di Salomè
L'ultima danza di Salomè (Seven Veils) è un film del 2023 scritto e diretto da Atom Egoyan.

## Trama
Ricreare l'allestimento di Salomè diretto dal suo vecchio mentore e amante spinge Jeanine a rivisitare i traumi del suo passato.

## Produzione
Nel febbraio 2023 è stato annunciato che Amanda Seyfried avrebbe interpretato la protagonista di un film scritto e diretto da Atom Egoyan. Due mesi più tardi, dopo la conclusione delle riprese a Toronto, è stata confermata la presenza nel cast di Rebecca Liddiard, Douglas Smith, Mark O'Brien e Vinessa Antoine.

## Promozione
Il primo trailer è stato diffuso il 21 gennaio 2025.

## Distribuzione
Il film è stato presentato in anteprima mondiale il 10 settembre 2023 al Toronto International Film Festival e nei mesi successivi è stato proiettato anche al Vancouver International Film Festival e al Festival internazionale del cinema di Berlino. Successivamente, è stato distribuito nelle sale statunitensi dal 7 marzo 2025.

## Accoglienza
L'aggregatore di recensioni Rotten Tomatoes riporta l'83% di recensioni positive, con un punteggio medio di 7,2 su 10 basato sul parere di 12 critici.